# ارسشت
شهر ارسشت (به فرانسوی: Aarschot) در ناحیه اداری لوان در استان فلومیش بربان در منطقه فلاندری در کشور بلژیک واقع شده‌است.

## نگارخانه

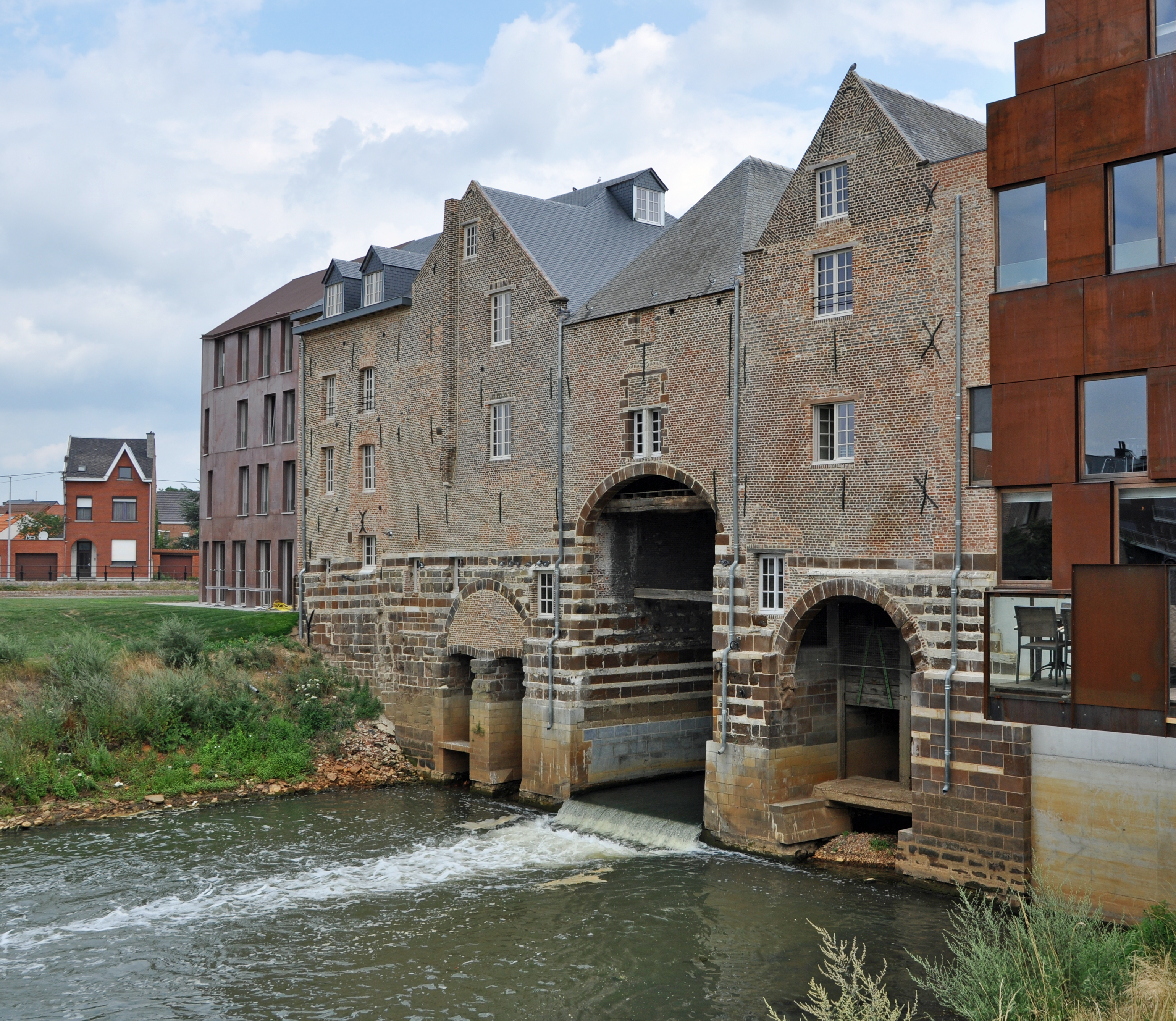
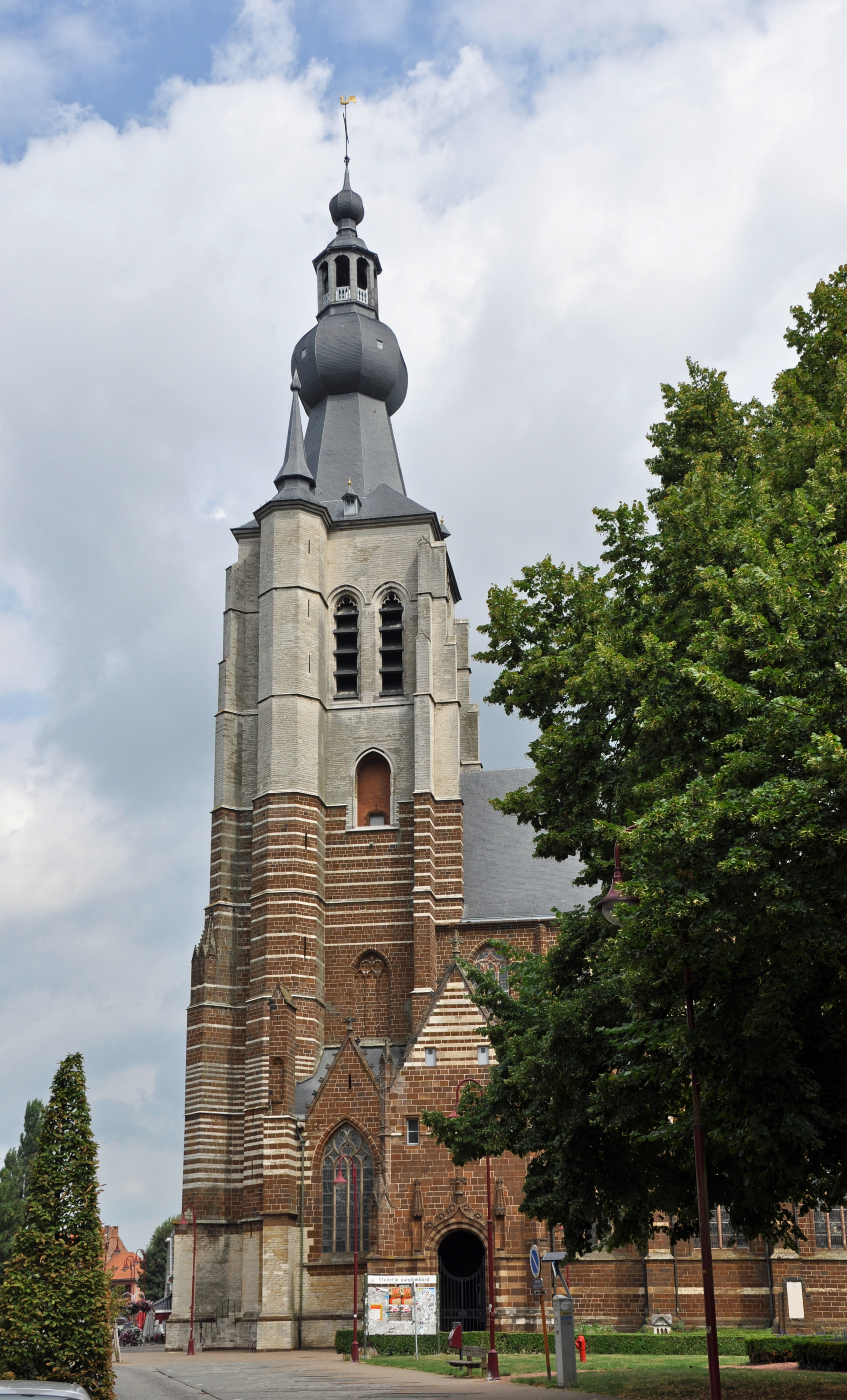